# Pedro Roig
Pedro Roig, né le 22 décembre 1938 à Terrassa et mort le 22 novembre 2018, est un joueur espagnol de hockey sur gazon.

## Carrière
Pedro Roig a fait partie de la sélection espagnole de hockey sur gazon médaillée de bronze aux Jeux olympiques d'été de 1960 à Rome.